# Gomphrena aphylla
Gomphrena aphylla là loài thực vật có hoa thuộc họ Dền. Loài này được Pohl ex Moq. mô tả khoa học đầu tiên năm 1849.